# Vuelo 8702 de Korean Air
El Vuelo 8702 de Korean Air, operado por un Boeing 747-400, partió de Tokio, desde el Aeropuerto Internacional Narita el 5 de agosto de 1998 a las 16:50 para efectuar un vuelo a Seúl, con llegada prevista a las 19:20. La mala meteorología, que incluía fuertes precipitaciones, en Seúl obligaron a la tripulación de vuelo a desviarse a Jeju. El avión despegó de Jeju a las 21:07 rumbo a Seúl. El vuelo fue autorizado a aterrizar en la pista 14R con un cierto componente de viento cruzado ya que el viento en aquel momento fue de 22 nudos procedente de 220 grados magnéticos. Al tocar tierra, la aeronave se salió de pista, hasta detenerse en una zanja. El tren de aterrizaje quedó destruido por el impacto y el fuselaje se seccionó. Tras el accidente, el interior del avión comenzó a arder, pero todos los ocupantes fueron capaces de abandonar el aparato.
La investigación de la KCAB determinó que la causa del accidente fue la utilización errónea por parte del capitán de las reversas de los motores durante la carrera de aterrizaje y su confusión relativa a las condiciones de viento cruzado.
En el momento del accidente, había otros veintisiete Boeing 747-400 en la flota de Korean Air.

## Aeronave
El avión implicado fue un Boeing 747-4B5, con registro HL7496 entregado a Korean Air el 27 de junio de 1996. Con dos años y dos meses de antigüedad, fue el vigésimo primer 747-400 entregado a  Korean Air y uno de los veintisiete en la flota en el momento del accidente. Con el número de línea 1083 y el número de construcción (MSN) 26400, no se había visto envuelto en ningún incidente serio antes del momento del accidente.
El avión implicado fue el cuarto de los cinco Boeing 747 (dos -200, un -300, este -400 y un -200F) en quedar siniestro total para Korean Air en un plazo de quince años.

## Accidente
El vuelo 8702 de Korean Air fue un vuelo regular desde Tokio, Aeropuerto Internacional Narita a Seúl, Aeropuerto Internacional Gimpo. Debido a las malas condiciones meteorológicas, la tripulación se desvió al Aeropuerto Internacional de Jeju. tras el aterrizaje el avión fue remolcado a la terminal principal y los pasajeros desembarcados momentáneamente en esta. Dos horas más tarde los pasajeros volvieron a acceder al avión para el vuelo de vuelta a Seúl de una hora de duración.
El avión despegó de Jeju a las 21:07 rumbo a Seúl. El vuelo fue autorizado a aterrizar en la pista 14R con algo de viento cruzado ya que el viento procedía de 220 grados a una fuerza de 22 nudos. Tras la toma, el capitán utilizó incorrectamente las reversas ya que el motor número 1 no efectuó el empuje inverso necesario. Esto unido a la confusión del capitán respecto a las condiciones de viento cruzado y a que el primer oficial estaba preocupado y sin prestar la debida atención al aterrizaje, el 747 fue incapaz de detenerse antes del final de pista. El avión se desvió hacia la derecha y se precipitó en una zanja a 50 nudos con el fuselaje fracturado.